# Nederlandse kampioenschappen atletiek 1976
In 1976 werden de Nederlandse kampioenschappen atletiek op 21 en 22 augustus gehouden op de gloednieuwe kunststofbaan aan de Zuidlarenstraat in Den Haag. De organisatie lag in handen van de Haagse atletiekvereniging A.V. Sparta.
Opvallend was dat deze kampioenschappen gepland waren na de Olympische Spelen in Montréal, die een maand daarvoor hadden plaatsgevonden.
Het onderdeel 20 km snelwandelen vond niet plaats aan de Zuidlarenstraat, maar op de atletiekaccommodatie aan de Laan van Poot.

## Uitslagen

### 100 m
| rang   | atleet         | prestatie |
| ------ | -------------- | --------- |
| Goud   | Bert de Jager  | 11,17 s   |
| Zilver | Alfred Verhoef | 11,23 s   |
| Brons  | Bert Lambeck   | 11,32 s   |

| rang   | atlete            | prestatie |
| ------ | ----------------- | --------- |
| Goud   | Wilma van Gool    | 12,01 s   |
| Zilver | Sylvia van Dongen | 12,37 s   |
| Brons  | Margot Lommers    | 12,40 s   |

### 200 m
| rang   | atleet         | prestatie |
| ------ | -------------- | --------- |
| Goud   | Henk Brouwer   | 22,19 s   |
| Zilver | Aad Tielenburg | 22,49 s   |
| Brons  | Henk Henczyk   | 22,54 s   |

| rang   | atlete         | prestatie |
| ------ | -------------- | --------- |
| Goud   | Wilma van Gool | 24,75 s   |
| Zilver | Els Vader      | 25,38 s   |
| Brons  | Margot Lommers | 25,48 s   |

### 400 m
| rang   | atleet                | prestatie |
| ------ | --------------------- | --------- |
| Goud   | Toine van de Goolberg | 47,87 s   |
| Zilver | Aart Veldhoen         | 48,50 s   |
| Brons  | Gerard Verhulst       | 48,97 s   |

| rang   | atlete            | prestatie |
| ------ | ----------------- | --------- |
| Goud   | Fridy Meulendijks | 55,00 s   |
| Zilver | Truus van Amstel  | 55,23 s   |
| Brons  | Wilma Hillen      | 56,08 s   |

### 800 m
| rang   | atleet           | prestatie |
| ------ | ---------------- | --------- |
| Goud   | Eric van Amstel  | 1.54,47   |
| Zilver | Rick Snoep       | 1.54,56   |
| Brons  | Ronald Mercelina | 1.54,83   |

| rang   | atlete         | prestatie |
| ------ | -------------- | --------- |
| Goud   | Riet Kruiswijk | 2.05,88   |
| Zilver | Fieke Kamps    | 2.09,42   |
| Brons  | Elly van Hulst | 2.12,73   |

### 1500 m
| rang   | atleet         | prestatie |
| ------ | -------------- | --------- |
| Goud   | Klaas Lok      | 3.47,06   |
| Zilver | Wybo Lelieveld | 3.48,16   |
| Brons  | Kees Ruyter    | 3.48,42   |

| rang   | atlete             | prestatie |
| ------ | ------------------ | --------- |
| Goud   | Annie van Stiphout | 4.31,34   |
| Zilver | Tineke Kluft       | 4.31,57   |
| Brons  | Karin de Nijs      | 4.33,21   |

### 5000 m/3000 m
| rang   | atleet         | prestatie |
| ------ | -------------- | --------- |
| Goud   | Gerard Tebroke | 13.53,73  |
| Zilver | Jo Schout      | 14.14,53  |
| Brons  | Piet Vonck     | 14.17,63  |

| rang   | atlete               | prestatie |
| ------ | -------------------- | --------- |
| Goud   | Carla Beurskens      | 9.38,11   |
| Zilver | Joke van Gerven      | 10.09,65  |
| Brons  | Christien Schellevis | 10.31,42  |

### 10.000 m
| rang   | atleet         | prestatie |
| ------ | -------------- | --------- |
| Goud   | Gerard Tebroke | 29.22,72  |
| Zilver | Piet Waaning   | 29.49,56  |
| Brons  | Piet Vonck     | 30.06,21  |

### 110 m horden/100 m horden
| rang   | atleet             | prestatie |
| ------ | ------------------ | --------- |
| Goud   | Jan Willem Boogman | 15,51 s   |
| Zilver | Peter Gravesteyn   | 15,33 s   |
| Brons  | Wim Veenhuizen     | 15,71 s   |

| rang   | atlete              | prestatie |
| ------ | ------------------- | --------- |
| Goud   | Sylvia Barlag       | 14,56 s   |
| Zilver | Wanda van der Molen | 15,12 s   |
| Brons  | Henriëtte Vooys     | 15,16 s   |

### 400 m horden
| rang   | atleet             | prestatie |
| ------ | ------------------ | --------- |
| Goud   | Jan Willem Boogman | 52,57 s   |
| Zilver | Harry Schulting    | 53,15 s   |
| Brons  | Jan Struijk        | 53,78 s   |

| rang   | atlete         | prestatie          |
| ------ | -------------- | ------------------ |
| Goud   | Wilma Hillen   | 62,4 s (handtijd)  |
| Zilver | Cobi Körmeling | 65,94 s (handtijd) |
| Brons  | Ida Albrecht   | 66,63 s            |

### 3000 m steeple
| rang   | atleet      | prestatie |
| ------ | ----------- | --------- |
| Goud   | Steef Kijne | 8.59,7    |
| Zilver | Jur Hevel   | 9.11,4    |
| Brons  | Piet Vos    | 9.14,7    |

### 20 km snelwandelen
| rang   | atleet                    | prestatie |
| ------ | ------------------------- | --------- |
| Goud   | Tjabel Ras                | 1:41.07,3 |
| Zilver | Nico Schroten             | 1:47.29,2 |
| Brons  | Dirk Maassen van de Brink | 1:49.09,9 |

### Verspringen
| rang   | atleet         | prestatie |
| ------ | -------------- | --------- |
| Goud   | Roy Sedoc      | 7,81 m    |
| Zilver | Ed Pireau      | 7,69 m    |
| Brons  | Ron van Wilgen | 7,43 m    |

| rang   | atlete         | prestatie |
| ------ | -------------- | --------- |
| Goud   | Sylvia Barlag  | 6,22 m    |
| Zilver | Conny Vermazen | 6,11 m    |
| Brons  | Rola Koekoek   | 6,04 m    |

### Hink-stap-springen
| rang   | atleet           | prestatie |
| ------ | ---------------- | --------- |
| Goud   | Roy Sedoc        | 15,54 m   |
| Zilver | Ad de Jong       | 14,90 m   |
| Brons  | Max van der Does | 14,55 m   |

### Hoogspringen
| rang   | atleet           | prestatie |
| ------ | ---------------- | --------- |
| Goud   | Ruud Wielart     | 2,18 m    |
| Zilver | Leo Poirot       | 2,05 m    |
| Brons  | Raymond de Vries | 2,00 m    |

| rang   | atlete         | prestatie |
| ------ | -------------- | --------- |
| Goud   | Ria Ahlers     | 1,80 m    |
| Zilver | Sylvia Barlag  | 1,75 m    |
| Brons  | Astrid Uffelie | 1,75 m    |

### Polsstokhoogspringen
| rang   | atleet         | prestatie |
| ------ | -------------- | --------- |
| Goud   | Eltjo Schutter | 4,90 m    |
| Zilver | Wim Langeland  | 4,40 m    |
| Brons  | Pim Göbel      | 4,30 m    |

### Kogelstoten
| rang   | atleet      | prestatie |
| ------ | ----------- | --------- |
| Goud   | Sjaak Ruhl  | 16,16 m   |
| Zilver | Harm Hummel | 15,23 m   |
| Brons  | Rob Hermans | 15,12 m   |

| rang   | atlete        | prestatie |
| ------ | ------------- | --------- |
| Goud   | Ria Stalman   | 13,70 m   |
| Zilver | Jennifer Smit | 13,12 m   |
| Brons  | Mariet Thomas | 12,83 m   |

### Discuswerpen
| rang   | atleet       | prestatie |
| ------ | ------------ | --------- |
| Goud   | Harry Zitzen | 52,58 m   |
| Zilver | Rob Hermans  | 46,98 m   |
| Brons  | Sjaak Ruhl   | 46,64 m   |

| rang   | atlete        | prestatie |
| ------ | ------------- | --------- |
| Goud   | Ria Stalman   | 53,56 m   |
| Zilver | Bea Wiarda    | 52,84 m   |
| Brons  | Ingrid Suylen | 43,80 m   |

### Speerwerpen
| rang   | atleet           | prestatie |
| ------ | ---------------- | --------- |
| Goud   | Nico Hellendoorn | 70,20 m   |
| Zilver | Dirk Kooreman    | 62,86 m   |
| Brons  | Jan de Vries     | 60,56 m   |

| rang   | atlete                 | prestatie |
| ------ | ---------------------- | --------- |
| Goud   | Elly van Beuzekom-Lute | 55,80 m   |
| Zilver | Lida Berkhout          | 53,96 m   |
| Brons  | Janneke Vierkant       | 47,26 m   |

### Kogelslingeren
| rang   | atleet          | prestatie |
| ------ | --------------- | --------- |
| Goud   | Carel ter Horst | 51,64 m   |
| Zilver | Hans van Roon   | 48,22 m   |
| Brons  | Wim Schoenmaker | 47,84 m   |

1904 · 
1908 · 
1909 · 
1910 · 
1911 · 
1912 · 
1913 · 
1914 · 
1915 · 
1917 · 
1918 · 
1919 · 
1920 · 
1921 · 
1922 · 
1923 · 
1924 · 
1925 · 
1926 · 
1927 · 
1928 · 
1929 · 
1930 · 
1931 · 
1932 · 
1933 · 
1934 · 
1935 · 
1936 · 
1937 · 
1938 · 
1939 · 
1940 · 
1941 · 
1942 · 
1943 · 
1944 · 
1946 · 
1947 · 
1948 · 
1949 · 
1950 · 
1951 · 
1952 · 
1953 · 
1954 · 
1955 · 
1956 · 
1957 · 
1958 · 
1959 · 
1960 · 
1961 · 
1962 · 
1963 · 
1964 · 
1965 · 
1966 · 
1967 · 
1968 · 
1969 · 
1970 · 
1971 · 
1972 · 
1973 · 
1974 · 
1975 · 
1976 · 
1977 · 
1978 · 
1979 · 
1980 · 
1981 · 
1982 · 
1983 · 
1984 · 
1985 · 
1986 · 
1987 · 
1988 · 
1989 · 
1990 · 
1991 · 
1992 · 
1993 · 
1994 · 
1995 · 
1996 · 
1997 · 
1998 · 
1999 · 
2000 · 
2001 · 
2002 · 
2003 · 
2004 · 
2005 · 
2006 · 
2007 · 
2008 · 
2009 · 
2010 · 
2011 · 
2012 · 
2013 · 
2014 · 
2015 · 
2016 ·
2017 ·
2018 ·
2019 ·
2020 ·
2021 ·
2022 ·
2023 ·
2024 ·
2025